# 용호의 권 2
《용호의 권 2》(龍虎の拳2)는 SNK가 제작한 아케이드용 대전 격투 게임이다. 《용호의 권》 시리즈의 두 번째 게임으로 1994년 2월 3일 네오지오 기판으로 출시됐다.
게임플레이 시스템상 기 게이지 이외에 분노 게이지가 추가됐고, 유리 사카자키 등 새로운 플레이어 캐릭터들이 추가됐다.

## 줄거리

### 캐릭터
- 료 사카자키
- 로버트 가르시아
- 잭 터너
- 리 파이론
- 킹
- 믹키 로져스
- 존 크로리
- 템 진
- 키사라기 에이지
- 유리 사카자키
- 타쿠마 사카자키
- 미스터 빅
- 기스 하워드